# Eduardo González Gallarza
Eduardo González Gallarza (Logronyo (La Rioja) 18 d'abril de 1898 - Madrid, 24 de maig de 1986) va ser un militar i pioner en l'aviació espanyola.

## Biografia

### Orígens i primers anys
De família amb tradició militar, el seu pare, Cruz González Iragorri, fou coronel d'Infanteria que va ocupar el càrrec de governador polític-militar i Cap de la Guàrdia Civil Veterana en la província de San Fernando de les Filipines.
La seva formació militar la va realitzar en l'Acadèmia d'Infanteria de Toledo, on va entrar als quinze anys. Va estar destinat al Marroc amb el càrrec d'alferes. En 1920, sent tinent, va ingressar en l'Escola d'Aviació Militar.

### Aviador
En 1923, com capità, va ser professor en l'escola de Vol de Cuatro Vientos. Va participar en diverses campanyes en la Guerra del Rif, on va ser ferit a Tetuan, i per tot això va ser condecorat amb la Creu Llorejada de Sant Ferran. En 1925 se li va concedir la Medalla Militar Individual.
Amb els capitans Joaquín Loriga Taboada i Rafael Martínez Esteve va formar l'Esquadrilla Elcano, que va realitzar el vol entre Madrid i Manila el 5 d'abril de 1926. L'esquadrilla estava formada per tres avions Breguet 19 i van recórrer en 39 dies els 17.500 quilòmetres que separen les dues ciutats. Van ser rebuts com a herois per la població i les autoritats filipines. La Universitat Catòlica de Sant Tomàs els va concedir el títol d'"enginyer honoris causa".
En tornar va ser ascendit a comandant. Durant la dictadura de Primo de Rivera, en 1928, fou nomenat ajudant del rei Alfons XIII, a qui va acompanyar en el seu viatge a l'exili en 1931, juntament amb els altres dos ajudants, un dels quals era Martín Alonso. Posteriorment, va participar en dos intents de fer la volta al món, que finalment van resultar fallits, amb Ramón Franco. El primer va ser a l'agost de 1928 a bord del Dornier Super Wall Numancia, i el segon en 1929 amb un Dornier Wall. En aquest últim van haver de realitzar un aterratge forçós prop de les Açores, romanent perduts durant vuit dies fins que van ser rescatats per un portaavions britànic.
Durant la Guerra Civil Espanyola va estar amb l'exèrcit revoltat contra la República, on es va distingir com a cap de grup i esquadra de bombardeig.

### Franquisme
Després de la victòria dels revoltats, va exercir el càrrec de Cap de l'Estat Major, ascendint en 1941 a general de brigada i posteriorment a general de divisió en 1945, per ser nomenat, el 20 de juliol, llavors ministre de l'Aire del govern franquista, on va romandre fins al 25 febrer de 1957, quan va ser destituït. En aquest període va fomentar la creació d'infraestructures aèries, tant militars com a civils, com la creació de l'Escola Militar de Paracaigudisme, la dotació a l'aviació espanyola d'un servei de Cerca i Salvament i l'establiment en 1951 del polígon de tir de las Bardenas a Navarra

## Imputat per crims contra la humanitat i detenció il·legal
En 2008, va ser un dels trenta-cinc alts càrrecs del franquisme imputats per l'Audiència Nacional en el sumari instruït per Baltasar Garzón pels presumptes delictes de detenció il·legal i crims contra la humanitat que suposadament haurien estat comesos durant la Guerra civil espanyola i els primers anys del règim de Franco. El jutge va declarar extingida la responsabilitat criminal de González-Gallarza quan va rebre constància fefaent de la seva defunció, esdevinguda més de vint anys abans. La instrucció de la causa va ser tan polèmica que Garzón va arribar a ser acusat de prevaricació, jutjat i absolt pel Tribunal Suprem.